# Edificio Banco Santander Argentina
El Edificio Banco Santander Argentina (antes Edificio Banco Río de la Plata) es un edificio de oficinas ubicado en el centro financiero de la ciudad de Buenos Aires, Argentina.

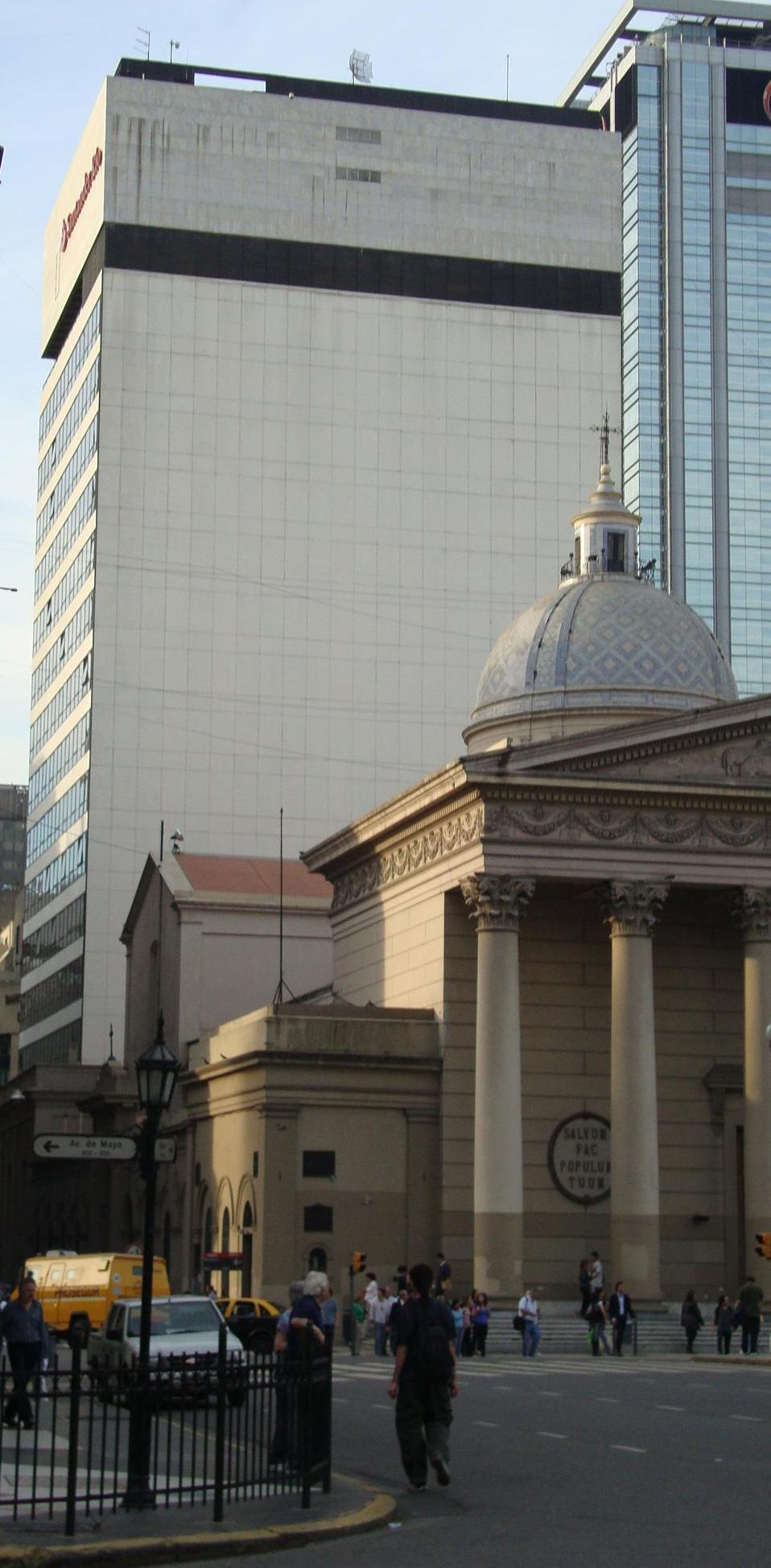
Vista desde la Plaza de Mayo

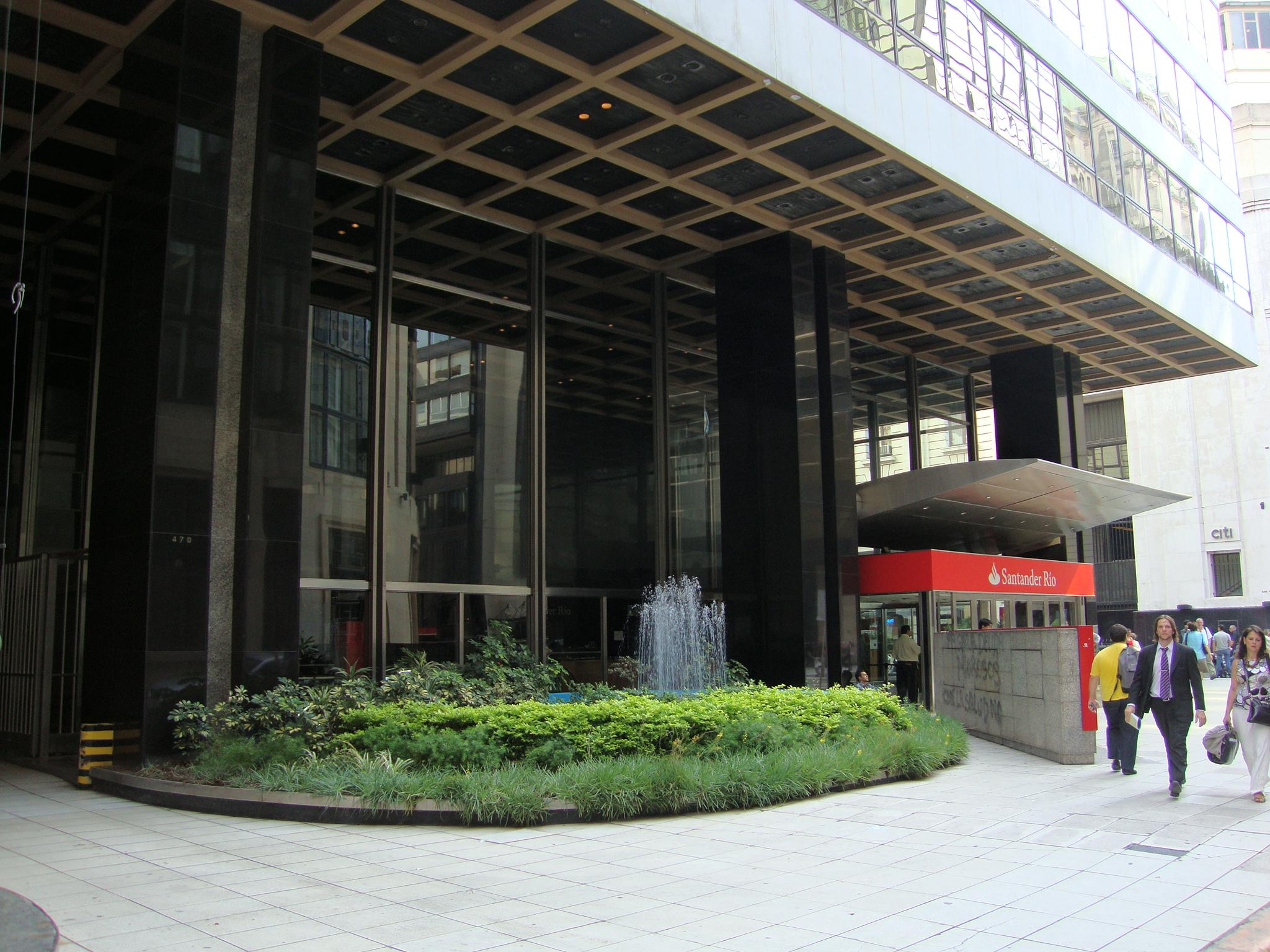
Vista de la planta baja, retirada del frente

El edificio, diseñado en 1977 por el estudio Mario Roberto Álvarez y Asociados, fue inaugurado en 1983 como sede central del Banco Español del Río de la Plata. Tras la renombrada del banco a Banco Santander, el edificio también adoptó una nueva denominación.

## Historia
El edificio se erigió en un terreno donde anteriormente funcionaron la Royal Insurance Company, el Royal Bank of Canada y la embajada de Canadá. Ubicado en pleno centro de Buenos Aires y junto a la Catedral Metropolitana, su torre presenta una gran medianera blanca que sirve de telón de fondo para la iglesia. Dado su emplazamiento en el distrito financiero, el proyecto incluyó un retiro de la línea municipal para crear una plazoleta pública, proporcionando así un mayor espacio para los peatones en las calles estrechas y congestionadas. Las cortinas de vidrio del banco, inicialmente de color negro transparente, se pintaron de blanco a solicitud de las Madres de Plaza de Mayo, con el fin de darle un toque más latinoamericano y sencillo al edificio. [cita requerida]
La distribución interna del edificio es la siguiente: el Banco Río ocupó el subsuelo y los pisos del 1º al 4º; la planta baja se destinó exclusivamente al hall de entrada; los pisos del 5º al 14º se utilizaron para oficinas de alquiler; y los pisos 15º y 16º fueron reservados para áreas VIP, como salas de reuniones y terrazas. Finalmente, en el remate del edificio, un volumen separado de hormigón alberga las salas de máquinas. [cita requerida]